# Шулаков, Дмитрий Юрьевич
Дмитрий Юрьевич Шулаков (род. 14 марта 1971) — советский, российский хоккеист, защитник. Мастер спорта России.

## Биография
Воспитанник ангарского хоккея, тренер Станислав Иванович Гидрович. Ермак. Выступал за команды «Авангард» Омск (1988/89 — 1989/90), «Ермак» Ангарск (1989/90 — 1991/92, 1994/95 — 1996/97, 2005/06 — 2007/08), «Химик» Воскресенск (1992/93), «Лада» Тольятти (1993/94), «Амур»-СКА / «Амур» Хабаровск (1996/97 — 2002/03), «Энергия» Кемерово (2002/03), «Газовик» Тюмень (2003/04), «Голден Амур» Хабаровск (Азиатская хоккейная лига, 2004/05).
Чемпион России 1994 года. Бронзовый призер Азиатской хоккейной лиги 2005 года.
Младший брат Виталий также хоккеист.